# Piotrówek (województwo mazowieckie)
Piotrówek – wieś sołecka  w Polsce położona w województwie mazowieckim, w powiecie garwolińskim, w gminie Trojanów.
24 czerwca 1946 roku we wsi Piotrówek, sześciu żołnierzy WiN zostało otoczonych przez wielokrotnie silniejsze oddziały MO i wojska. W czasie wycofywania się do pobliskiego lasu dwóch partyzantów zginęło, dwóch wpadło w ręce bezpieki, a pozostałym dwóm udało się przedrzeć. W potyczce poległ mjr Marian Bernaciak „Orlik”, jeden z najwybitniejszych dowódców lubelskiego podziemia niepodległościowego. W Piotrówku znajduje się również pomnik poświęcony poległym żołnierzom AK oraz krzyż polowy w miejscu śmierci mjr. Bernaciaka.
W latach 1975–1998 miejscowość położona była w województwie siedleckim.
Wierni Kościoła rzymskokatolickiego należą do parafii św. Sebastiana w Brzezinach.